# ليني جانسوني
ليني جانسوني (باللاتفية: Liene Jansone)‏ مواليد 22 مايو 1981 في ريغا، الجمهورية اللاتفية السوفيتية الاشتراكية، هي لاعبة كرة سلة لاتفية. بدأت مسيرتها الاحترافية في سنة 1997. مثلت منتخب بلادها. شاركت في دورة الألعاب الأولمبية الصيفية سنة 2008.

## المسيرة الاحترافية
لعبت مع نادي أفينيدا لكرة السلة للسيدات في موسم 2006–2007، ثم لعبت مع رير فينيزيا مستري في سنة 2010، ثم لعبت مع نادي كومنسي لكرة السلة للسيدات في موسم 2010–2011.

## روابط خارجية
- ليني جانسوني على موقع الاتحاد الدولي لكرة السلة (الإنجليزية)
- ليني جانسوني على موقع كرة السلة الأوروبية.كوم (الإنجليزية)
- ليني جانسوني على موقع كلية كرة السلة في سبورتس رفرنس.كوم (الإنجليزية)
- ليني جانسوني على موقع بروبوليرز (الإنجليزية)
- ليني جانسوني على موقع سبورتس رفرنس (الإنجليزية)
- ليني جانسوني على موقع أوليمبيديا (الإنجليزية)
- ليني جانسونيعلى موقع اللجنة الأولمبية اللاتفية (مؤرشف) (اللاتفية)